# Медикализация
Медикализация — расширение медициной своих границ, при котором обычные, часто не связанные с патологией человеческие ситуации рассматриваются как медицинская проблема, становятся объектом лечения и профилактики. Медикализация нежелательна в тех случаях, когда возможные негативные последствия медицинского вмешательства перевешивают потенциальную пользу.

## Медикализация как положительное явление
Термин «медикализация» часто применяют в негативном смысле, однако у медикализации есть и позитивная сторона: медикализация может быть полезным и необходимым процессом в тех случаях, когда баланс пользы и вреда соблюдён. Например, медикализация родов — вплоть до XVII века дети рождались, как правило, вне больницы и без участия врачей, теперь же в развитых странах роды происходят чаще всего в больнице под надзором медицинского персонала, что очень сильно снизило материнскую смертность при родах.

## Избыточная медикализация
Об избыточной медикализации можно говорить, если при расширении границ медицины вред перевешивает пользу. Это проявляется не только нежелательными эффектами лечения, но и стигматизацией человека, ограничением его прав и свобод — особенно в случаях психиатрических диагнозов. Вследствие субъективности психиатрической диагностики к болезням в некоторых случаях относили особенности личности, поведения или непатологических сексуальных предпочтений (как, например, в случаях гомосексуальности, вплоть до XIX века считавшейся грехом, а не психическим заболеванием, и в 1992 году исключённой из классификации болезней Всемирной организации здравоохранения, или диагноза «вялотекущая шизофрения», применявшегося в политических целях в СССР).
Чаще всего движущей силой избыточной медикализации оказывается не репрессивное государство, а производители медицинских товаров и медицинских услуг. При высокой конкуренции на рынке медицинских товаров и услуг лучший способ добиться высокой прибыли — расширить спрос, создав новое заболевание и убедив здоровых людей, что им требуется лечение, — например, при помощи медикализации того, что ещё недавно считалось частью естественного спектра человеческих эмоций.
Так, во второй половине 1990-х годов в ходе маркетинговой кампании в США, ставившей целью прорекламировать использование антидепрессанта пароксетина при социофобии, утверждалось, что социофобия широко распространена и что ею страдает каждый восьмой из взрослых американцев (в действительности социофобия встречается намного реже). Сходным образом поступила компания Pfizer, в целях рекламы «Виагры» заявлявшая, что «52% мужчин, достигших сорока, страдают эректильной дисфункцией». Понятие эректильной дисфункции попытались распространить и на женщин, создав термин «клиторальная эректильная дисфункция», что было выгодно как Pfizer, выпускающей «Виагру», так и Procter & Gamble, готовившей к выпуску на рынок тестостероновые пластыри под брендом «Интринса». Однако после провала клинических испытаний «Виагры» у женщин и отказа FDA регистрировать «Интринсу» о диагнозе «клиторальная эректильная дисфункция» перестали упоминать.
Общественную озабоченность вызывает расширение диагностики депрессивных и биполярных расстройств, свидетельствующее о медикализации обширной психоэмоциональной сферы человеческого опыта, длительное время воспринимавшейся как не связанная с медицинскими проблемами. В частности, бывший председатель совета по формированию диагностических критериев Американской психиатрической ассоциации профессор психиатрии Аллен Фрэнсис в статье, опубликованной в The Los Angeles Times, писал:
Наш совет экспертов упорно старался соблюсти консервативность и тщательность, но тем не менее, непреднамеренно сделал свой вклад в три фальшивые «эпидемии» — синдрома дефицита внимания, аутизма и биполярного расстройства. Очевидно, что наша сеть оказалась раскинута слишком широко, и она захватила множество «пациентов», которым, скорее всего, было бы намного лучше, если бы они никогда не попадали в систему психиатрической помощи.
В книге The Loss of Sadness («Утрата печали») американского профессора социологии А. Хорвица и профессора психиатрии Дж. Уэйкфилда говорится о неоправданно широкой диагностике депрессии и о медикализации простых человеческих чувств: волнения, печали, скорби, застенчивости. Как отмечает Хорвиц, замена этиологического подхода к психическим расстройствам на симптомологический привела к смешению нормальных эмоций с патологическими явлениями.
Нередки в психиатрии и случаи неоправданной медикализации проблем в межличностных отношениях (в частности, семейных проблем), при которых человек с психиатрическим диагнозом назначается на роль «козла отпущения» вне зависимости от того, кто реально более виновен в конфликте. При этом человек, назначенный на роль «козла отпущения», может либо действительно страдать психическим расстройством, либо нет — в любом случае конкретное его поведение может быть связано не с психопатологией, а с реальными проблемами в межличностных отношениях. Если же у человека присутствует девиантное поведение (поведенческие проблемы), то в ряде случаев оно может быть обусловлено не психической патологией (существуют два типа девиаций: патологические или препатологические состояния и непатологические состояния, не имеющие прямого отношения к психическому расстройству, но негативные в социальном отношении). При межличностных проблемах и при девиантном поведении пациента родственники или другие близкие пациенту люди, обращаясь к психиатру, делают как пациента, так и самого врача объектом манипуляций, перекладывая ответственность за немедицинские проблемы на врача и пытаясь посредством врача воздействовать на пациента. Например, родственники просят врача воздействовать на пациента гипнозом, внушив ему уважение к родителям или решение отказаться от потребления алкоголя. Иной раз пациент и сам может манипулировать, приняв медицинскую парадигму как универсальную объяснительную систему всего, что с ним происходит, и пытаясь таким образом уйти от ответственности за имеющиеся у него межличностные или поведенческие проблемы, переложив ответственность за них на врача.